# Галапагосская горлица
Галапагосская горлица (лат. Zenaida galapagoensis) — птица семейства голубиных.

## Описание
У галапагосской горлицы относительно длинные ноги и короткий хвост. Верх головы, спина и верхняя сторона хвоста от красно-коричневатого до песочного цвета. Кроющие крыльев того же основного цвета покрыты чёрными пятнами с белым обрамлением. Горло и шея красновато-фиолетовые, брюхо красновато-серое. Выделяется голубое с чёрной каймой окологлазное кольцо. Кроющие уха белёсые, обрамлённые чёрным. Клюв тёмно-серый, ноги красноватые. Половой диморфизм не выражен, самки, тем не менее, немного меньше самцов.

## Распространение
Галапагосская горлица является эндемиком Галапагосских островов. Она живёт на сухой, скалистой равнине с отдельно стоящими кустами или деревьями и опунциями.

## Питание
Птица питается, прежде всего, семенами растений, а во время сезона дождей также цветами кактусов и гусеницами.

## Размножение
Токование происходит на земле. Самец, распустив перья, бегает за самкой до тех пор, пока она не остановится. Тогда он принимает вертикальную стойку, опустив вниз хвост, и издаёт воркующие звуки «б-р-р-р». Затем начинается ритуал чистки перьев и соприкасания клювами обеими птицами, который предшествует непосредственно спариванию. Гнёзда устраивают на земле, в расщелинах скал или в старых гнёздах галапагосского пересмешника (Nesomimus parvulus). Гнездование длится в течение всего года. В кладке часто два яйца.